# Anthophora huashanensis
Anthophora huashanensis är en biart som beskrevs av Wu 2000. Anthophora huashanensis ingår i släktet pälsbin, och familjen långtungebin. Inga underarter finns listade i Catalogue of Life.